# تپه شهر سوخته ۱۸۱
تپه شهر سوخته ۱۸۱ مربوط به هزاره سوم قبل از میلاد است و در شهرستان زابل، بخش شیب آب، دهستان لوتک، روستای حومه شهر سوخته، ۱۶ کیلومتری شرق پایگاه باستان‌شناسی شهر سوخته واقع شده و این اثر در تاریخ ۱۵ اسفند ۱۳۸۵ با شمارهٔ ثبت ۱۷۹۷۱ به‌عنوان یکی از آثار ملی ایران به ثبت رسیده است.